# Porta Naevia

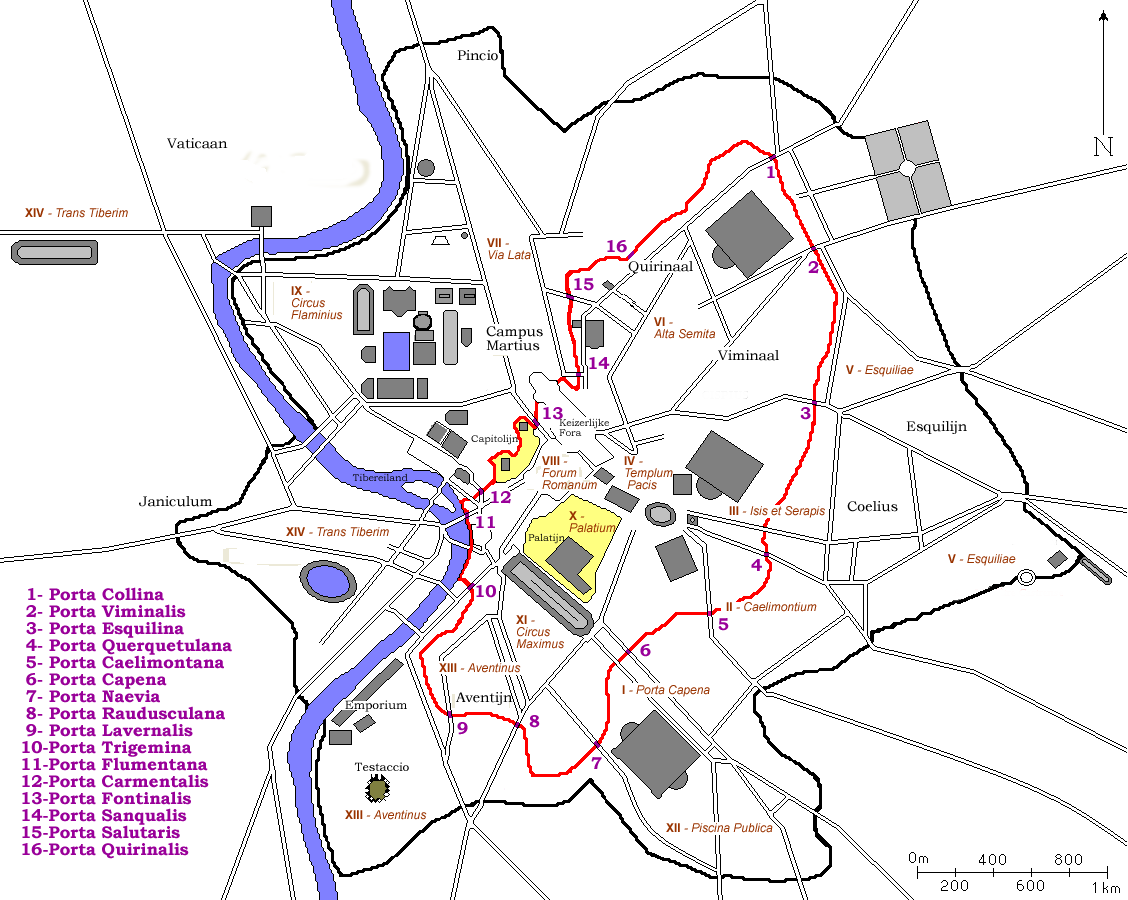
De Servische Muur met de stadspoorten

De Porta Naevia was een antieke stadspoort in de Muur van Servius Tullius in het Oude Rome.
De poort stond op de kleine Aventijn en gaf zijn naam aan de Vicus portae Naeviae, die buiten de stadsmuur overging in de Via Ardeatina. De Porta Naevia stond waarschijnlijk iets ten zuiden van de huidige locatie van de Santa Balbina. De poort is mogelijk in de antieke tijd al afgebroken, nadat de Servische Muur zijn verdedigingsfunctie verloor doordat door de grote macht van het Romeinse Rijk geen vijand de stad meer kon aanvallen. Er zijn geen restanten van teruggevonden.

## Referentie
- S.B. Platner, A topographical dictionary of ancient Rome, London 1929. Art. Porta Naevia

Porta Collina · Porta Viminalis · Porta Esquilina · Porta Querquetulana · Porta Caelimontana · Porta Capena · Porta Naevia · Porta Raudusculana · Porta Lavernalis · Porta Trigemina · Porta Flumentana · Porta Carmentalis · Porta Fontinalis · Porta Sanqualis · Porta Salutaris · Porta Quirinalis